# Jiddah

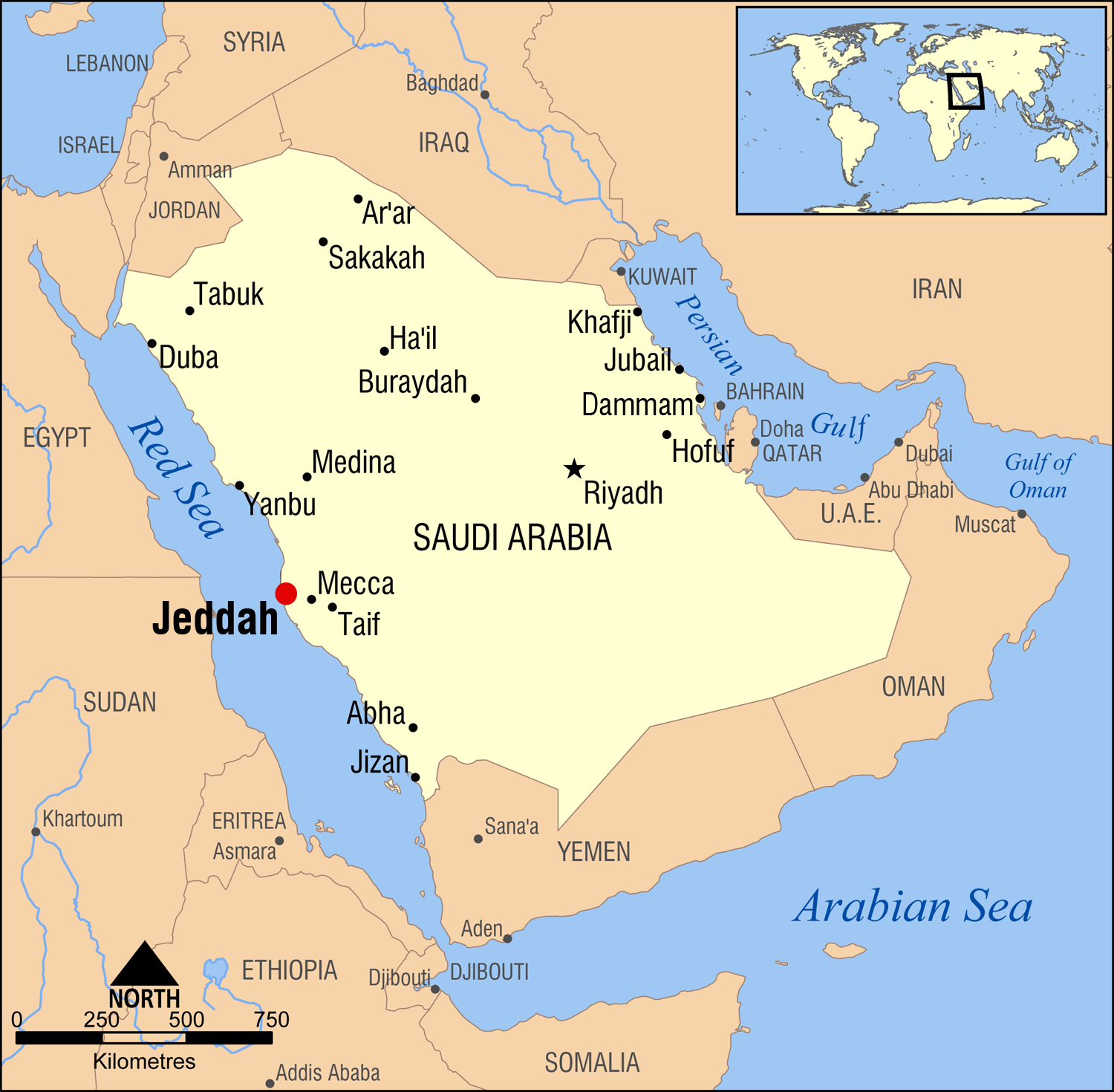
Situació de Jiddah

Jiddah o Gidda (àrab: جدة, Jidda) és una ciutat de l'oest de la península Aràbiga, a l'Aràbia Saudita, a la costa de la mar Roja, província de la Meca, segona ciutat del país després de la capital Riad. Té una població (2011) de 3.430.697 habitants. És el port d'entrada dels peregrins que van a la Meca. Disposa d'un aeroport internacional al nord de la ciutat (Aeroport Reis Abd al-Aziz). És la tercera ciutat industrial del país després de Jubail i Yanbo.

## Etimologia
El nom pot derivar de jadda (‘àvia’), ja que segons la tradició és el lloc on fou enterrada Eva, la parella d'Adam, els personatges bíblics. Tanmateix, és més probable que el seu nom derivi de judda que vol dir ‘ruta’; en aquest sentit, el gran viatger del segle xiv, Ibn Battuta, l'anomena Judda.

## Geografia

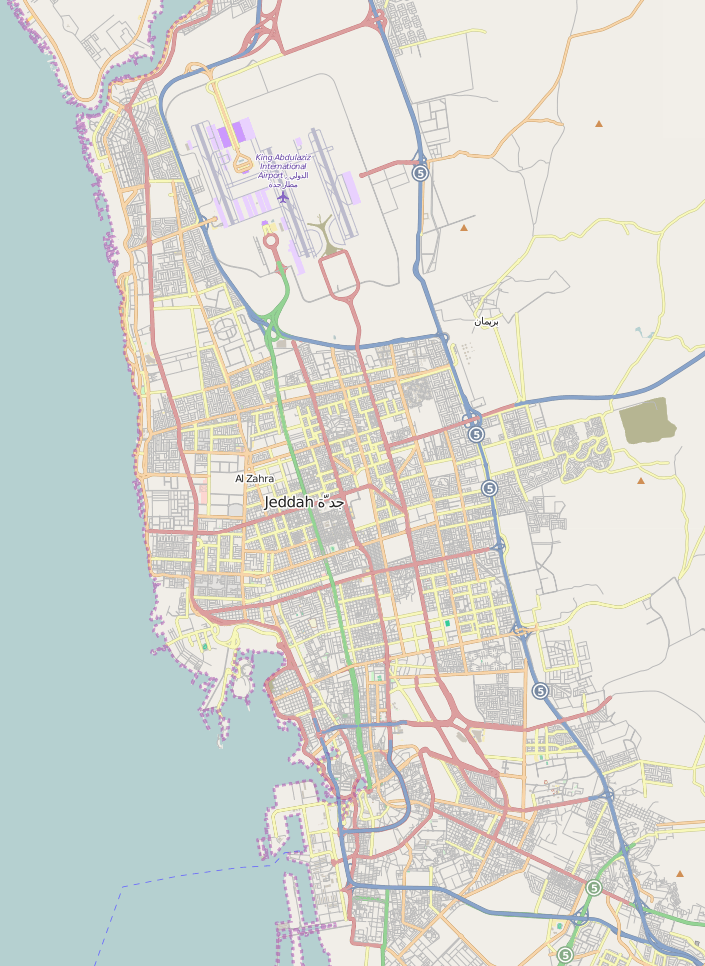
Mapa de Jiddah d'OpenStreetMap

Jiddah es troba a la plana costanera del Mar Roig de l'Aràbia Saudita (anomenada Tihama). Jiddah es troba a Hijazi Tihama (تهامة الحجاز ) regió que es troba a les muntanyes inferiors del Hijaz. Històricament, políticament i culturalment, Jiddah va ser una ciutat important de Hejaz Vilayet, el Regne de Hejaz i altres entitats polítiques regionals segons els llibres d'història de Hijazi. És la 100a ciutat més gran del món per superfície terrestre.

### Clima
Jiddah presenta un clima àrid (BWh) sota la classificació climàtica de Koppen, amb un interval de temperatures tropicals. A diferència d'altres ciutats de l'Aràbia Saudita, Jiddah manté la seva temperatura càlida a l'hivern, que pot oscil·lar entre 15°C a la matinada fins al 28°C a la tarda. Les temperatures d'estiu són molt caloroses, sovint trencant els 40°C marca a la tarda. Els estius també són força vaporosos, amb punts de rosada que sovint superen els 27 °C especialment al setembre.
Les pluges a Jiddah són generalment escasses i solen produir-se en petites quantitats al novembre i desembre. A l'hivern són habituals les tempestes fortes. La tempesta del desembre del 2008 va ser la més gran de la memòria recent, amb pluges al voltant dels 80 mm. La temperatura més baixa maig registrada a Jiddah va ser 9,8 °C el 10 de febrer de 1993. La temperatura més alta mai registrada a Jiddah va ser 52,0°C el 22 de juny de 2010, que és la temperatura més alta que s'hagi registrat mai a l'Aràbia Saudita.
Les tempestes de pols es produeixen a l'estiu i de vegades a l'hivern, provinents dels deserts de la península aràbiga o del nord d'Àfrica. De tant en tant, les tempestes de pols acompanyen les tempestes.

## Història

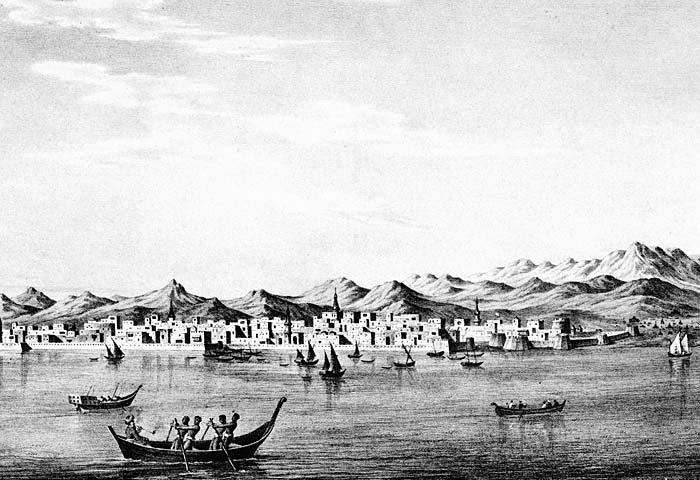
Jiddah el 1924

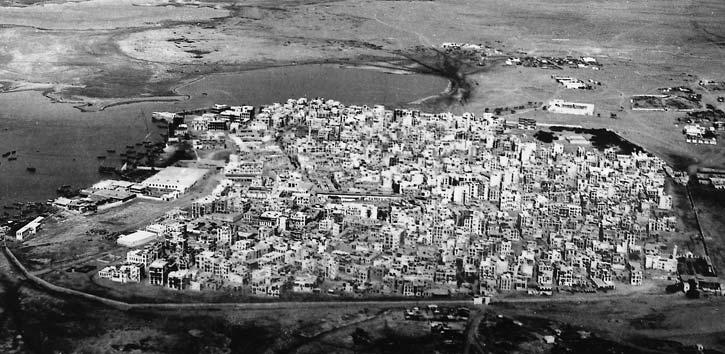
Jiddah el 1938

Fundada com a port pescador fa dos mil anys per la tribu iemenita dels quada, fou convertida en port per peregrins pel tercer califa Uthman ibn Affan el 647. Va seguir la història de l'Hijaz. Al segle xi tenia uns 5.000 habitants i la governava un esclau del xerif de la Meca. Fou domini dels aiúbides (segle xii) i els mamelucs (1254) que el 1425 van començar a recaptar directament les taxes als peregrins, encara que repartint amb els xerifs. El governador mameluc Husayn al-Kurdi va construir les muralles defensives el 1511. Lope Soares de Albergaria va perseguir fins prop de la ciutat la flota de Salman Reis, però no va atacar la vila (1517).
El 1537 els otomans van entrar a la ciutat, a on van reconstruir els murs amb sis torres d'observació i sis portes. També van construir un castell (Qishla). El 1541 els portuguesos van fer el darrer atac a la ciutat que fou defensada pel xerif Abu Numayr, que va obtenir del sultà otomà el dret de la meitat de les taxes recaptades a la ciutat. El comerç per la mar Roja va entrar en decadència al començament del segle xvii. Sota els otomans era capital d'un sandjak i per un temps capital de la província d'Habesh, i finalment de la d'Hijaz. El gran visir otomà Kara Mustafà Pasha (1676-1683) hi va construir una mesquita i un hammam.
Al segle xix les portes van passar a ser quatre amb quatre torres. El 1803 fou assetjada per forces wahhabites (que atacaven també la resta del Hijaz) que fou defensada pel xerif Ghalib, que finalment es va rendir, passant la ciutat als atacants. El sultà va ordenar al virrei d'Egipte Muhammad Alí de reconquerir Hijaz, cosa que va aconseguir el 1813. Llavors tenia entre 12 i 15 mil habitants. El 1840 els egipcis van abandonar la ciutat i s'hi va establir un valí otomà. El 15 de juny de 1858 s'hi va produir l'anomenada Matança de Jiddah provocada probablement per un antic cap de policia i diversos comerciants malcontents, i 25 cristians foren massacrats entre els quals el cònsol de la Gran Bretanya i el de França i uns comerciants grecs. El vapor anglès Cyclops va bombardejar la ciutat durant dos dies i va restablir l'orde.

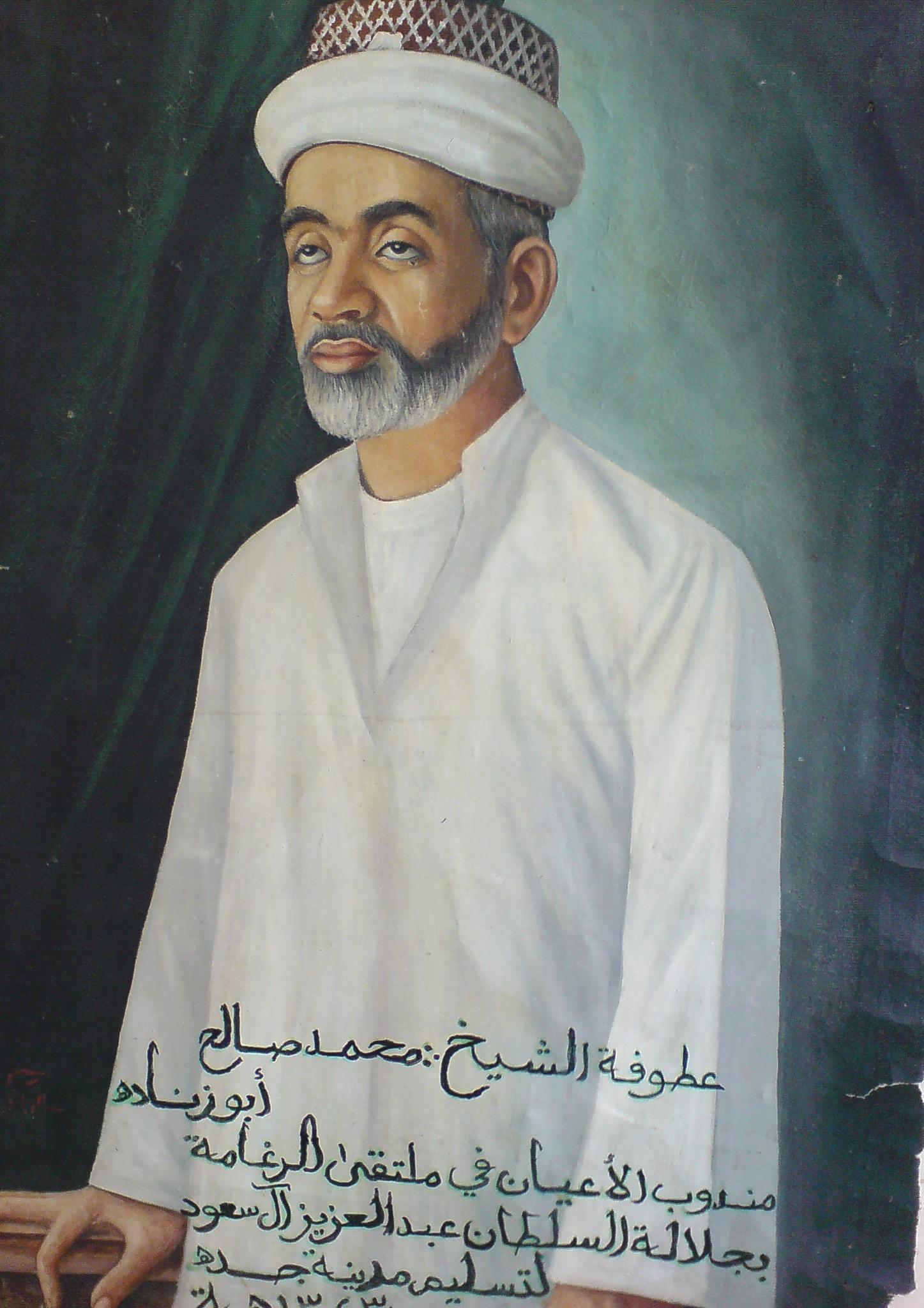
Mohammed Abu Zenada cap local el 1925

El 1916 els xerifs de la Meca es van revoltar i la ciutat fou la primera que va caure a les seves mans el 17 de juny de 1916 amb el suport de vaixells britànics; va formar part del Regne d'Hijaz creat pel xerif. L'octubre de 1924 la Meca fou ocupada pels saudites i Jiddah va esdevenir capital del regne, quedant assetjada el gener del 1925 i el desembre del 1925 els saudites van entrar a Jiddah. El xerif va fugir a Bagdad. El maig de 1927 es va signar el Tractat de Jiddah pel que Gran Bretanya (representada per Gilbert Clayton) reconeixia al Regne de Najd i Hijaz i la seva completa independència.
El 1932 els saudites hi van construir un palau pel rei Abd al-Aziz. Les muralles antigues foren enderrocades el 1947 i alguns edificis històrics van quedar destruïts pel foc el 1982; així i tot, encara resten edificis antics i segons una inspecció general que es va fer el 1979 se'n va trobar un miler. El 1990 es va fundar el Departament de Preservació de l'Àrea Històrica de Jiddah. La ciutat disposa de les universitats Rei Abd al-Aziz i Universitat Àrab Oberta a més d'escoles superiors i acadèmies.

## Economia

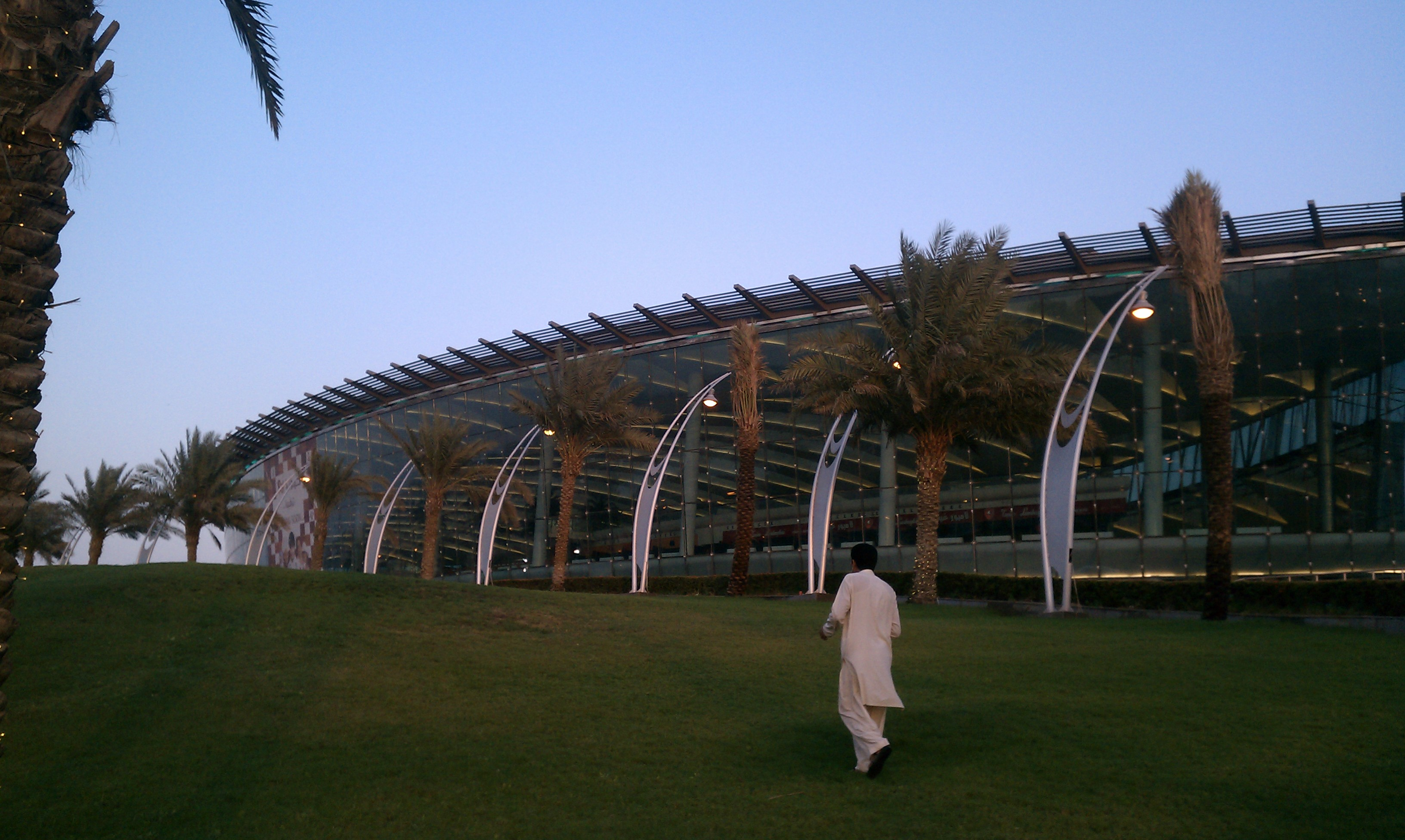
Mall of Arabia és el centre comercial més gran de Jiddah.

Jiddah ha estat durant molt de temps una ciutat portuària. Fins i tot abans de ser designada la ciutat portuària de la Meca, Jiddah va ser un centre comercial per a la regió. Al segle xix, de la ciutat s'exportaven habitualment béns com ara nacre, closques de tortuga, encens i espècies. A part d'això, moltes importacions a la ciutat estaven destinades a un posterior trànsit cap a Suez, Àfrica o Europa. Moltes mercaderies que passaven per Jiddah ni tan sols es podien trobar a la ciutat ni tan sols a Aràbia.
Totes les capitals de l'Orient Mitjà i el nord d'Àfrica es troben a dues hores de vol de Jiddah, la qual cosa la converteix en el segon centre comercial de l'Orient Mitjà després de Dubai.
A més, el districte industrial de Jiddah és la quarta ciutat industrial més gran de l'Aràbia Saudita després de Riad, Jubail i Yanbo.

### Carrer Rei Abdullah

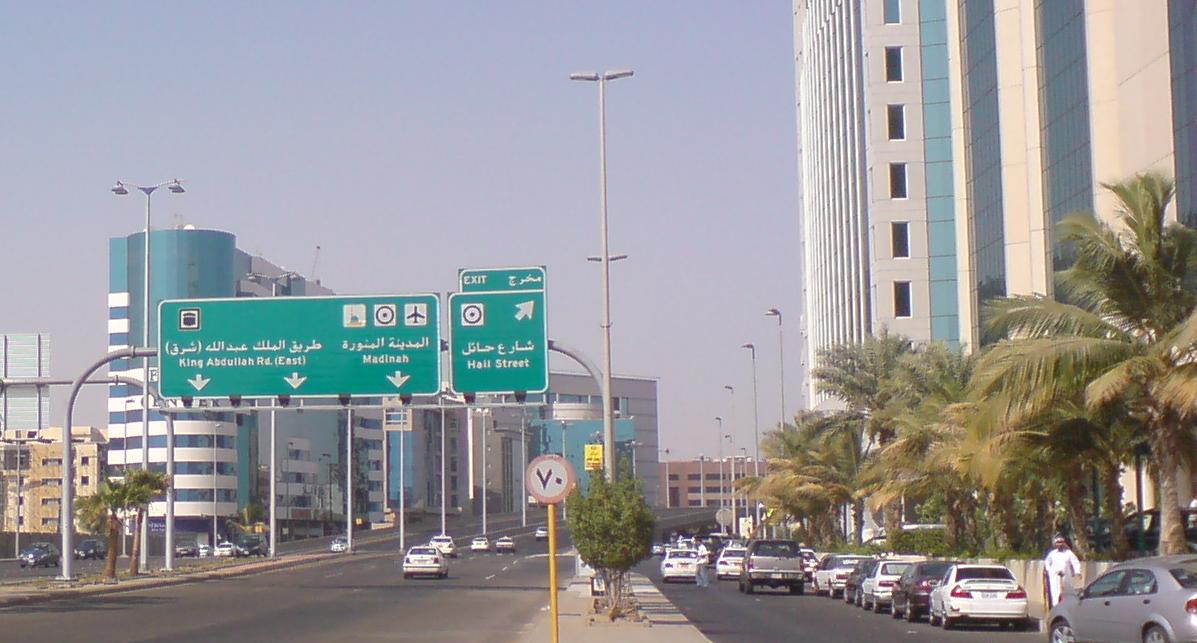
Carrer Rei Abdullah

El carrer King Abdullah és un dels carrers més importants de Jiddah i va des de King Fahd Road pel passeig marítim a l'oest de Jiddah fins a l'extrem oriental de la ciutat. És famós per acollir nombroses oficines corporatives i desenvolupaments comercials. Serà a prop de l'entrada de l'HSR a l'estació central de tren de Jiddah que connecta Jiddah amb La Meca, AL-Madinah i la ciutat econòmica del rei Abdullah (KAEC). I també té el segon pal de bandera més alt del món amb una alçada de 170 m. Aquesta carretera també va patir una catàstrofe l'any 2011 quan va quedar submergida per l'aigua de pluja.

### Carrer Tahliyah

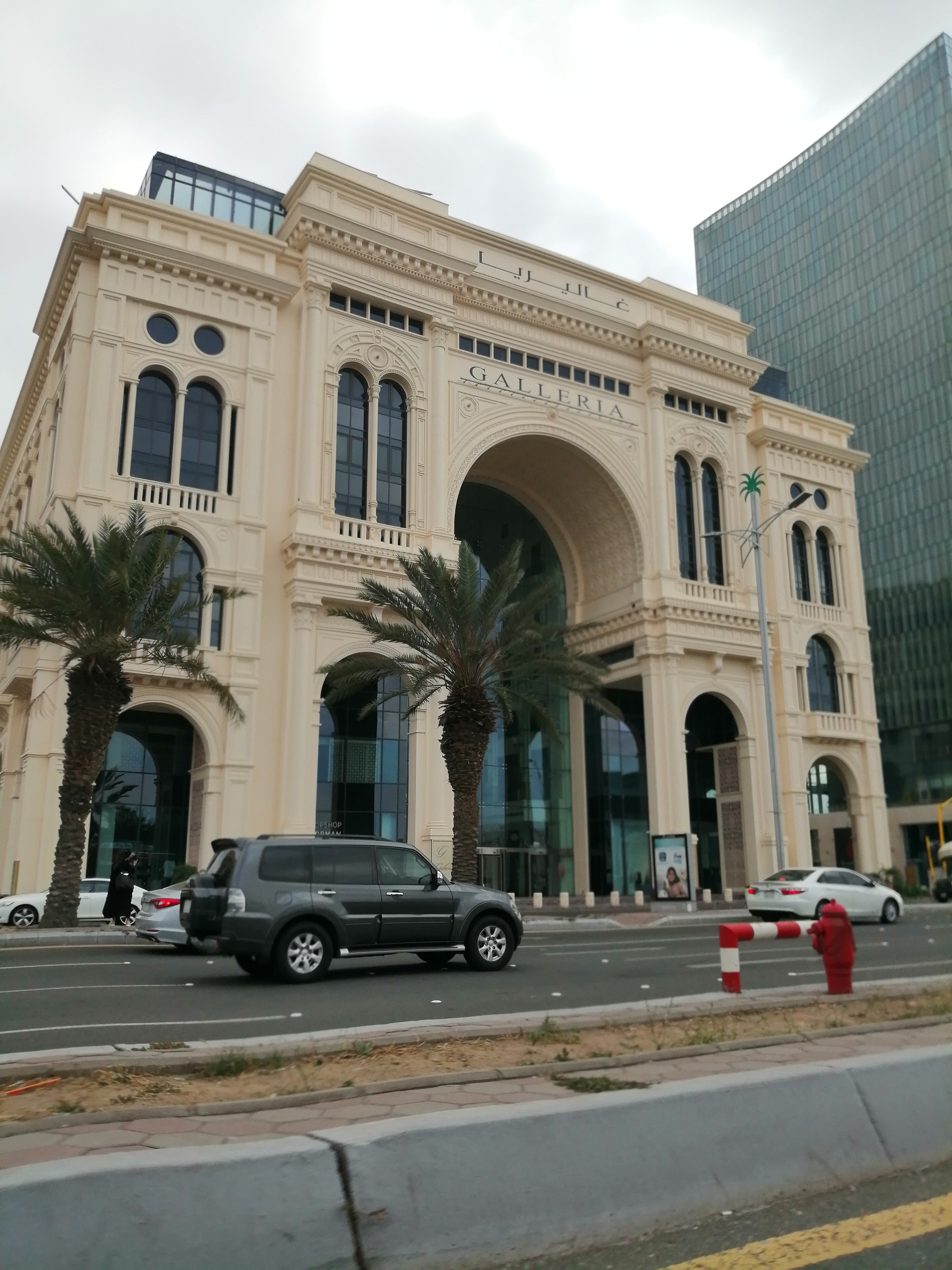
Galleria, un hotel al carrer Tahliyah

El carrer Tahaliyah és un important carrer comercial i de moda al centre de Jiddah. Conté molts departaments de luxe i botigues de marques d'alta moda, així com botigues. El govern ha canviat el nom de carretera del príncep Mohammad bin Abdul Aziz, però aquest nom oficial no s'utilitza molt. També té moltes opcions gastronòmiques.

### Carretera de Medina
Medina Road és un carrer històricament important a Jiddah. Uneix els districtes del sud amb el nord i conté les oficines principals de diverses empreses i sales d'exposició. L'extrem nord de la carretera enllaça amb l'Aeroport de Jiddah Rei Abdulaziz, que és un factor que contribueix al trànsit intens en aquesta carretera la majoria de les hores del dia.

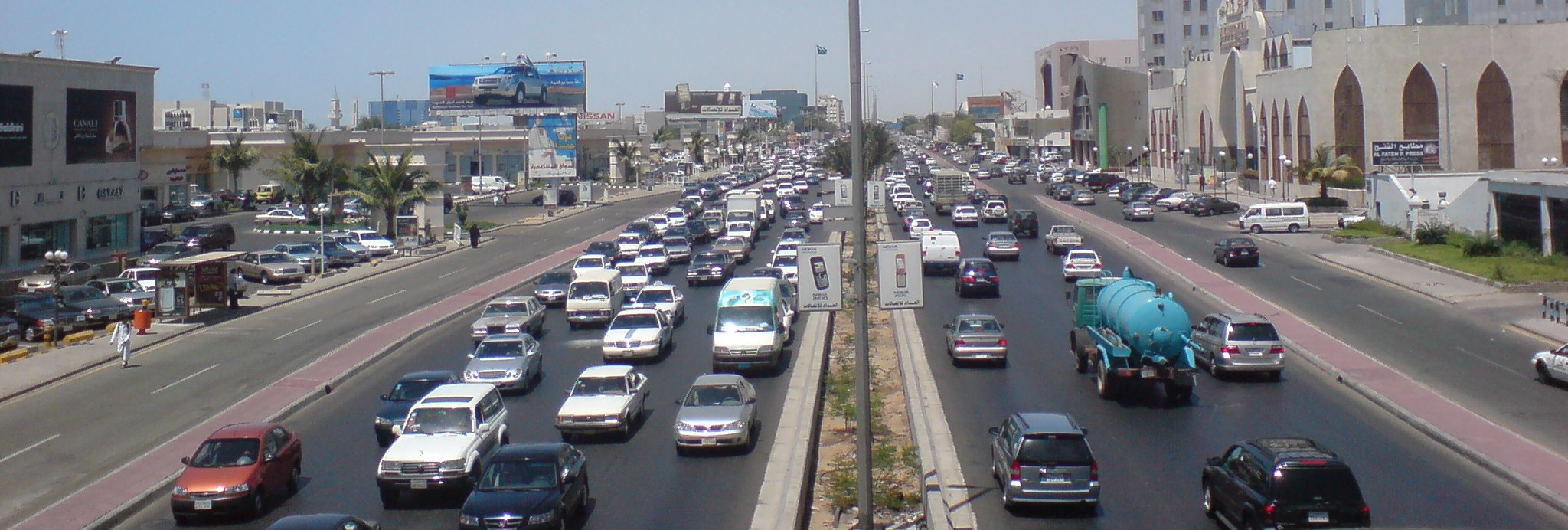
Una vista de la carretera de Medina el 2007

## Cultura

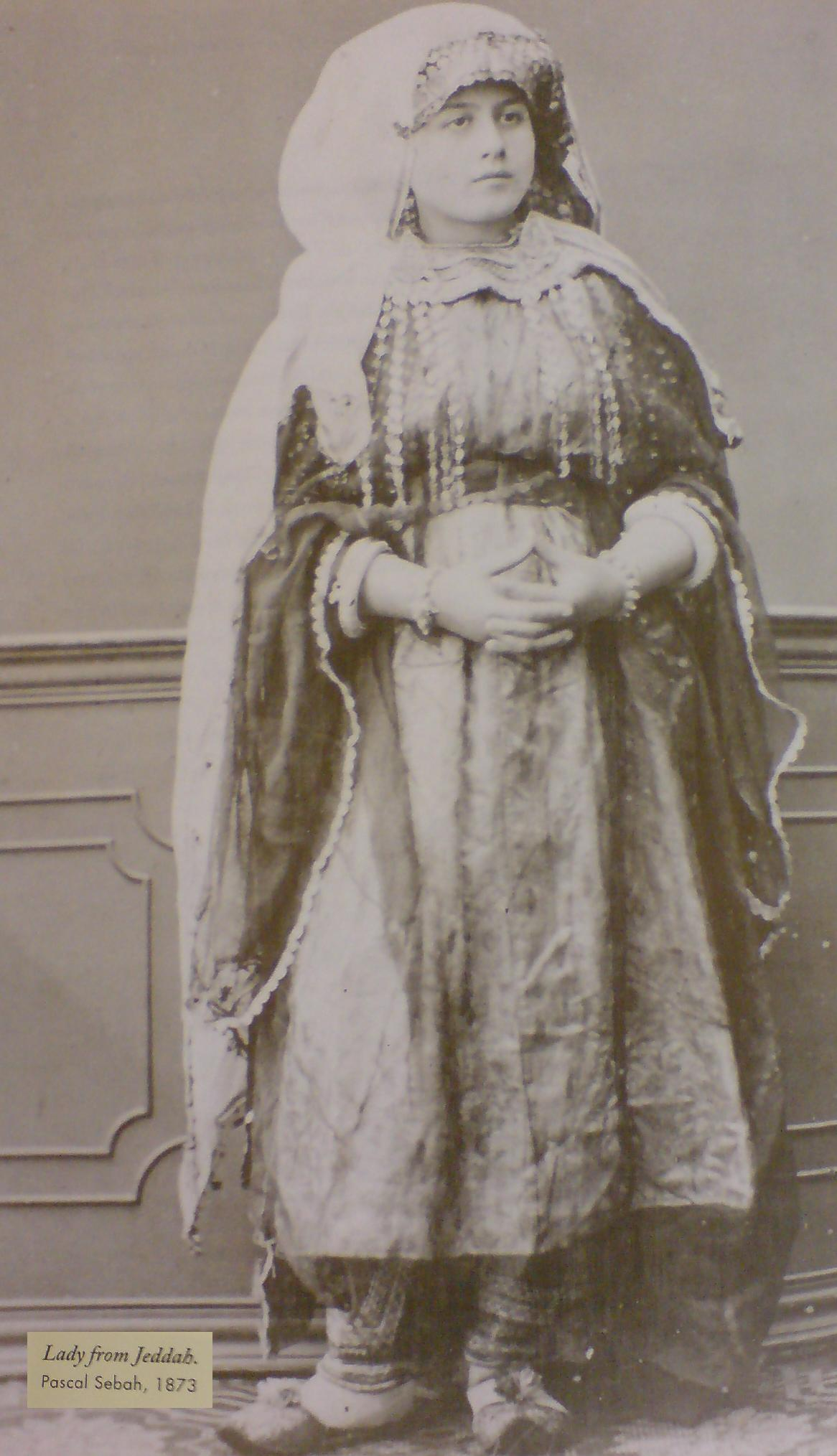
Una dona de Jiddah amb vestits tradicionals, 1873

La majoria dels ciutadans són musulmans sunnites. El govern, els tribunals i les lleis civils i penals fan complir un codi moral establert per la Sharia. Una minoria molt petita de ciutadans saudites són musulmans xiïtes, i també hi ha una gran força de treball estrangera.
La ciutat té més de 1.300 mesquites. La llei no permet edificis, llibres, icones i expressions de fe d'altres religions. No obstant això, es tolera l'observança religiosa privada que no impliqui musulmans ni ofengui l'ordre públic i la moral.
Des del segle VII, Jiddah ha acollit milions de pelegrins musulmans d'arreu del món en el seu camí cap al Hajj. Aquesta fusió amb els pelegrins té un impacte important en la societat, la religió i l'economia de Jiddah.

### Cuina

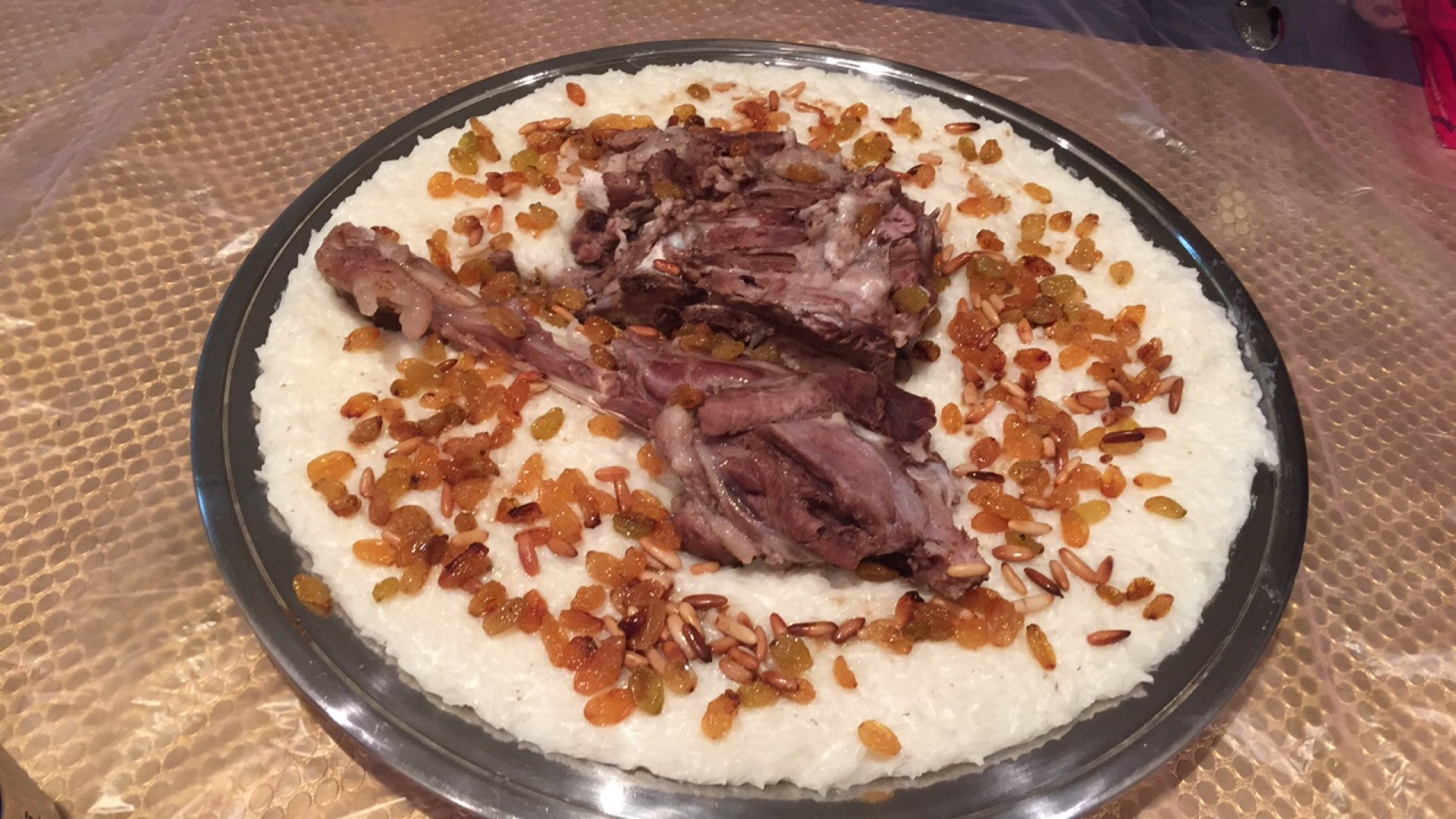
Hejazi Saleeg

La ciutadania multiètnica de Jiddah ha influït en la cuina tradicional de Jiddah.
Alguns plats són originaris del Hejaz, com Saleeg i Mabshūr (مَبْشُور ) és un plat d'arròs blanc, cuit en brou, fet sovint amb pollastre en comptes de carn de xai. La cuina de Jiddah també és popular i plats com, Foul, Shorabah Hareira (sopa Hareira), Mugalgal, Madhbi (pollastre a la graella a la pedra), Madfun (que significa literalment enterrat), Magloobah, Kibdah, Manzalah (normalment es menja a Eid ul- Fitr), Magliya (una versió local de falafel) i Saiyadyia que es poden adquirir a molts restaurants tradicionals de la ciutat, com Althamrat, Abo-Zaid, Al-Quarmooshi, Ayaz i Hejaziyat.
Alguns van ser importats d'altres regions saudites com Kabsa de Najd, Arīka (عَريكة ) i Ma'sūb (مَعْصُوب ) de la regió sud saudita. Altres plats van ser importats d'altres cultures a través dels saudites de diferents orígens, com Mantı, Yaghmush (يَغْمُش ) i Pilav (رُز بُخاري ) de l'Àsia central, Börek i Paskalya çöreği i Kabab almīru (كباب الميرو ) de Turquia i els Balcans, Mandi del Iemen, Mutabbag (مُطَبَّق ) del Iemen-Malàisia, Biryani i Kābli (كابلي ) arrossos del sud d’Àsia.
La cadena local de menjar ràpid més popular, iniciada el 1974, és Albaik, amb sucursals a Jiddah i les ciutats veïnes de La Meca, Medina i Yanbu. El seu plat principal és el pollastre rostit (a la brasa i rostit), comunament conegut pels Jiddawis com Broast, i una varietat de marisc. La popular cadena de menjar ràpid ha obert recentment sucursals a Riad. Dammam, Buraidah, Bahrain i Dubai als Emirats Àrabs Units.

## Ciutats agermanades
Jiddah té 23 ciutats agermanades:
| - Almati, Kazakhstan - Amman, Jordània - Bakú, Azerbaidjan - Alexandria, Egipte - El Caire, Egipte - Stuttgart, Alemanya - Dubai, Emirats Àrabs Units - Jakarta, Indonèsia - Istanbul, Turquia - Adana, Turquia - Johor Bahru, Malàisia - Kazan, Tatarstan, Rússia | - Karachi, Pakistan - Mary, Turkmenistan - Odessa, Ucraïna - Osh, Kirguizstan - Plòvdiv, Bulgària - Casablanca, Marroc - Rio de Janeiro, Brasil - Shimonoseki, Japó - St. Petersburg, Rússia - Estrasburg, França - Xi'an, Xina |